# Die Wüstenskorpione
Die Wüstenskorpione (italienisch Gli scorpioni del deserto; französisch Les Scorpions du désert) ist eine fünfteilige Comic-Serie von Hugo Pratt, die im italienischen Original von 1969 bis 1994 erschien und 2005 von Pierre Wazem sowie 2007 von Giuseppe Camuncoli und Matteo Casali fortgesetzt wurde.
Ihre Hauptperson ist der polnische Soldat Koïnsky, ein Mitglied der als „Wüstenskorpione“ bekannten Long Range Desert Group und während des Zweiten Weltkriegs 1940/41 in Nord- und vor allem Ostafrika zwischen Truppenteilen verschiedener Nationen und ortsansässigen Stämmen in zahlreiche Abenteuer verwickelt.

## Veröffentlichung

### Deutsch
Auf Deutsch erschienen die Teile 1 bis 4 erstmals von 1986 bis 1994 bei der Wiener Comic Verlagsgesellschaft, übersetzt von Peter Pohl. 2020/21 folgte eine Neuauflage bei Schreiber & Leser, nun auch mit dem längeren Teil 5 (als dritter Band), neu übersetzt von Resel Rebiersch. Die beiden Fortsetzungen von 2005 und 2007 wurden bisher nicht auf Deutsch veröffentlicht.
1. Die Wüstenskorpione, Teil 1: Nichts zu melden in Djaghbub/Der lange Weg nach Siwa/Richtung Kairo (1986, ISBN 3-900390-22-3); Wüstenskorpione, 1.1: Der lange Weg nach Siwa (2020, ISBN 978-3-96582-018-0)
2. Die Wüstenskorpione, Teil 2: Ich habe zwei Geliebte, meine Heimat und Paris/Der Todesengel (1987, ISBN 3-900390-30-4); Wüstenskorpione, 1.2: Piccolo Chalet (2020, ISBN 978-3-96582-018-0)
3. Die Wüstenskorpione, Teil 3 (1988, ISBN 3-900390-34-7); Wüstenskorpione, 2.1: Das Fort in Danakil (2021, ISBN 978-3-96582-051-7)
4. Die Wüstenskorpione, Teil 4 (1994, ISBN 3-900390-73-8); Wüstenskorpione, 2.2: Dry Martini Parlor (2021, ISBN 978-3-96582-051-7)
5. Wüstenskorpione, 3: Meeresbrise (2021, ISBN 978-3-96582-073-9)

### Italienisch
1. Gli scorpioni del deserto (teils 1969 in Sgt. Kirk, teils 1974 in AlterLinus)
2. Piccolo Chalet (1975 in Linus)
3. Vanghe Dancale (1980 in AlterAlter)
4. Dry Martini Parlor (1982 in Alter Alter)
5. Brise de Mer (teils 1992 in Corto Maltese, komplett 1994 bei Lizard)[1]
6. Appuntamento a Dire Daua (2005 bei Lizard; übersetzt von Fabio Ciriachi)
7. Quattro sassi nel fuoco (2007 bei Lizard)

### Französisch
1. Les Scorpions du désert (1973 in Tintin; 1977, 1989 und 2013 bei Casterman)
2. J’ai deux amours... (1974/75 in Tintin; 1977, 1989 und 2014 bei Casterman)
3. Avocats en Dancalie (1982 in Tintin; 1982, 1991 und 2014 als Un fortin en Dancalie bei Casterman)
4. Conversation mondaine à Moululhe (1983 in (à suivre); 1984, 1991 und 2014 bei Casterman)
5. Brise de mer (1993/94 in (à suivre); 1994 und 2015 bei Casterman; übersetzt von Hugo Pratts Tochter Silvina)
6. Le chemin de fièvre (2005 bei Casterman)
7. Quatre cailloux dans le feu (2007 bei Casterman; übersetzt von Laurent Lombard)

### Weitere Sprachen
Niederländisch
1. De woestijnschorpioenen, Teil 1 (1977 bei Casterman; 1989: Dagboek van een dode)
2. De woestijnschorpioenen, Teil 2 (1977; 1989: En in ons klein huisje...)
3. Advokaten in Dancalië (1982; 1992: De hoop is een vrouw, de wanhoop een man, 1. Een fort in Dankalië)
4. Frivole gesprekken in Moululhe (1985; 1992: De hoop is een vrouw, de wanhoop een man, 2. Het verhaal van de mooie Francaise)
5. Zeewind (1994)[2]
6. De weg van de koorts (2005)
7. Vier stenen in het vuur (2008)

Spanisch
1. Los Escorpiones del desierto (1982, 1984 bei Nueva Frontera) u. a.[3]

Portugiesisch
1. Os escorpiões do deserto 1: Nada a assinalar em Djaraboub (1983 bei Edições 70; 1991 bei Meribérica/Líber)
2. Os escorpiões do deserto 2: Direcção Cairo (1983)
3. Um fortim em Dancália (1984)
4. Conversa mundana em Moululhe (1987)

Dänisch
1. /2. Ørkenens skorpioner (1985 bei Carlsen)
2. Et fort i Dankalia (1985)
3. Konversation over en dry martini (1986)
4. Havbrisen (2019 bei Faraos Cigarer)[4]

Finnisch
1. Aavikon skorpionit (1994 bei WSOY)

Kroatisch
1. Pustinjske škorpije (1999 bei Bad Copy Editions)

Griechisch
1. Οι σκορπιοί της ερήμου (1999 bei Mamouth Comix)

Englisch
1. The Scorpions of the Desert (2015 bei CONG)
2. Piccolo Chalet (2015)
3. The Spades of Danakil (2015)
4. Dry Martini Parlor (2015)
5. Brise de Mer (2015)

### Weiteres Auftreten Koïnskys
Koïnsky tritt auch als titelgebender Erzähler bei Relatos de guerra del teniente Koinsky in Erscheinung (wohl erstmals auf Spanisch, 1990; französisch Koinsky raconte... deux ou trois choses que je sais d’eux, 1993; italienisch Koinsky racconta... due o tre cose che so di loro, 1995). Erzählt werden Geschichten, die ursprünglich zwischen 1959 und 1963 auf Englisch bei Fleetway in London erschienen sind.

## Hintergrund
Pratt selbst lebte im Alter von 10 bis 14 Jahren (1937–41) in Italienisch-Ostafrika. 1941 traf er hier tatsächlich einen polnisch-jüdischen Leutnant namens Koïnsky, der in der Privatarmee von Vladimir Peniakoff kämpfte und der ihm 1944 sowie ein Jahr später anlässlich der Befreiung Venedigs erneut begegnete. 1960 besuchte Pratt ihn in England.

## Inhalt
Koïnsky ist im September 1939 als Leutnant der polnischen Kavallerie an der Verteidigung Krakaus beteiligt. Nach der Niederlage flieht er über Rumänien nach Persien und schließt sich dem britischen Militär an.
Im ersten Teil handelt Koïnsky recht kaltblütig; in den folgenden Teilen wird er – ähnlich wie Corto Maltese – eher zum Beobachter des Geschehens.

### Der lange Weg nach Siwa
September bis Dezember 1940: Wegen Verrats scheitert die Mission der Wüstenskorpione bei der Sanussi-Bruderschaft in al-Dschaghbub westlich von Siwa. Es folgen der lange Weg nach Siwa und Begegnungen u. a. mit Oberstleutnant Tenton, einem deutschen Spähpanzer und Leutnant Peniakoff. Auf der anschließenden Zugfahrt nach Alexandria retten Koïnsky und der Beduine Hassan Beni Muchtar die zionistische Irgun-Agentin Judith Canaan vor einem Attentat, doch stirbt sie später in Sues, ebenfalls durch Verrat. Koïnsky enttarnt den Verräter.

### Piccolo Chalet
(Titel nach einem Lied von dem Trio Lescano und Luciana Dolliver, 1938)

Januar 1941: Während Major Wingate und Haile Selassie die Rückeroberung Abessiniens planen, ist der italienische Leutnant Stella, unterstützt von Koïnsky, in Eritrea auf der Suche nach einer Sängerin und verstecktem Gold, doch hat die Frau das Land bereits verlassen, und das Gold beansprucht der Beni-Amer Cush für seinen Unabhängigkeitskampf. Nebenbei berichtet Cush vom Verbleib Corto Malteses, und Koïnsky wird zum Hauptmann befördert.

### Das Fort in Danakil
Anfang Februar 1941: Koïnskys Flugzeug wird von Mario Visentin abgefangen. Koïnsky kann fliehen und gelangt zu einem Stamm der Danakil und dann zu dem italienischen Fort Giulietti, wo er dem opernverrückten Hauptmann Palchetti, dem Arzt Ferrini und der stolzen Kismet begegnet. Schließlich trifft auch noch der französische Leutnant de la Motte ein, und das Fort wird von dem Danakil-Stamm eingenommen.

### Dry Martini Parlor
Mitte Februar 1941: Koïnsky und de la Motte gelangen nach Ras Doumeira an der Küste des Roten Meeres, treffen auf Menschenhändler sowie den leprakranken Major Fanfulla, der ihnen einen trockenen Martini serviert.

### Meeresbrise
Ende Februar 1941: Mit dem AB41-Panzer von Guerrino Modena (von den Einheimischen „Soldat Wuschel“ genannt) kommt Koïnsky mit diesem, zwei französisch-indochinesischen Soldaten und der Dankali-Führerin Ghula nach Khor Angar. Zusammen mit Madame Brezza wollen sie weiter nach Dschibuti, wo Brezza das Bordell „Meeresbrise“ betreibt, doch werden sie von Ghula in einen Hinterhalt von Danakil-Amazonen geführt. Brezza überredet die Amazonen, gemeinsam das französische Fort von Ras Bir zu überfallen, weil es dort deutsches Gold gebe. Vor Ras Bir ankert auch das deutsche Motortorpedoboot „Undine“ von Kapitänleutnant von Moltke. Um an das Goldversteck zu kommen, rettet Guerrino dem Kapitänleutnant nach dem Überfall durch Bluttransfusion das Leben, doch stellt sich an Bord des Torpedoboots heraus, dass das Gold gar nicht vor Ort ist. Die französischen Soldaten wechseln auf die Seite des freien Frankreich und lassen das Torpedoboot mit einem auftauchenden deutschen U-Boot kollidieren. Koïnsky und Brezza können sich retten. Koïnsky macht sich, maskiert als Galla, auf den Weg nach Harar; Brezza wird von überlebenden deutschen Matrosen in Dschibuti identifiziert und kurz darauf hingerichtet.

### Pfad des Fiebers / Treffen in Dire Dawa
(von Pierre Wazem; bisher nicht auf Deutsch erschienen)

September 1945 mit Rückblick: Auf der Zugfahrt nach Dire Dawa unterhält sich Koïnsky im Fiebertraum mit einem Skorpion. Inzwischen begegnen de la Motte, Guerrino und Ghula dem Venezianer Antonio Boselli, der behauptet, im Dienste von Haile Selassie zu stehen, Koïnsky sucht und über einen alten Mk I-Panzerwagen verfügt. Bei Dire Dawa treffen alle aufeinander. Boselli will Koïnsky an die Italiener ausliefern, was Ghula verhindert, sie aber das Leben kostet. Viereinhalb Jahre später rächen Koïnsky und de la Motte Ghula in Venedig.

### Vier Steine im Feuer
(von Giuseppe Camuncoli und Matteo Casali; bisher nicht auf Deutsch erschienen)

März 1941: Mit Hilfe von Henri de Monfreid gelangt Koïnsky nach Harar. Mit Cush schließt er sich einer Karawane nach Addis Abeba an. Einige der Mitreisenden haben es auf das noch immer für Koïnsky ausgesetzte Kopfgeld abgesehen, während Cush aus ganz eigenen Motiven Rache an ihnen übt.

### Nachtrag aus:Koïnsky erzählt
(bisher nicht auf Deutsch erschienen)

Laut Pratts Vorbemerkung in Koinsky raconte.../Koinsky racconta... macht Koïnsky nach dem Krieg Franca und Silvana, Witwe und Tochter von Leutnant Stella (aus Piccolo Chalet), in Verona ausfindig.